# Дукштас
Дукштас (лит. Dūkštas) — місто в Ігналінському районі Литви, центр Дукштаської сянюнії.

## Географія

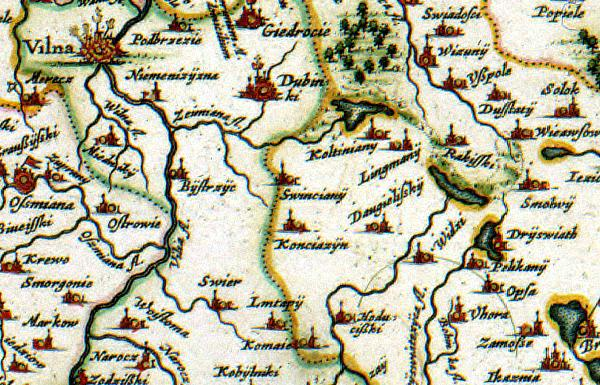
Дукштас зображений на мапі 17 ст. «Magni Ducatus Lithuaniae, et Regionum Adiacentium exacta Descriptio», виданій М. К. Радвілою у 1613 р. (фрагмент).

Місто розташоване за 27 кілометрів на північ від Ігналіни і за 10 кілометрів на південний захід від Вісагінаса на південному березі озера Парсветас. 
У місті є залізнична станція, що знаходиться на лінії Санкт-Петербург — Варшава. Через Дукштас проходить шосе Зарасай — Вільнюс.
Територія – 240 га.

## Історія
Біля сучасного Дукштаса у Середньовіччя був Дукштаський маєток, яким до 1573 правив рід Гедрайчі. Дукштас вперше згадується у 1737 р. Поселення почало розростатися в середині 19 століття, коли 1859–1862 будувалася залізниця Санкт-Петербург-Варшава. У липні 1861 тут страйкували каменярі, що працювали на залізниці; це був перший страйк в Литві, найактивніших його учасників побили батогами. У 1871 побудована церква.

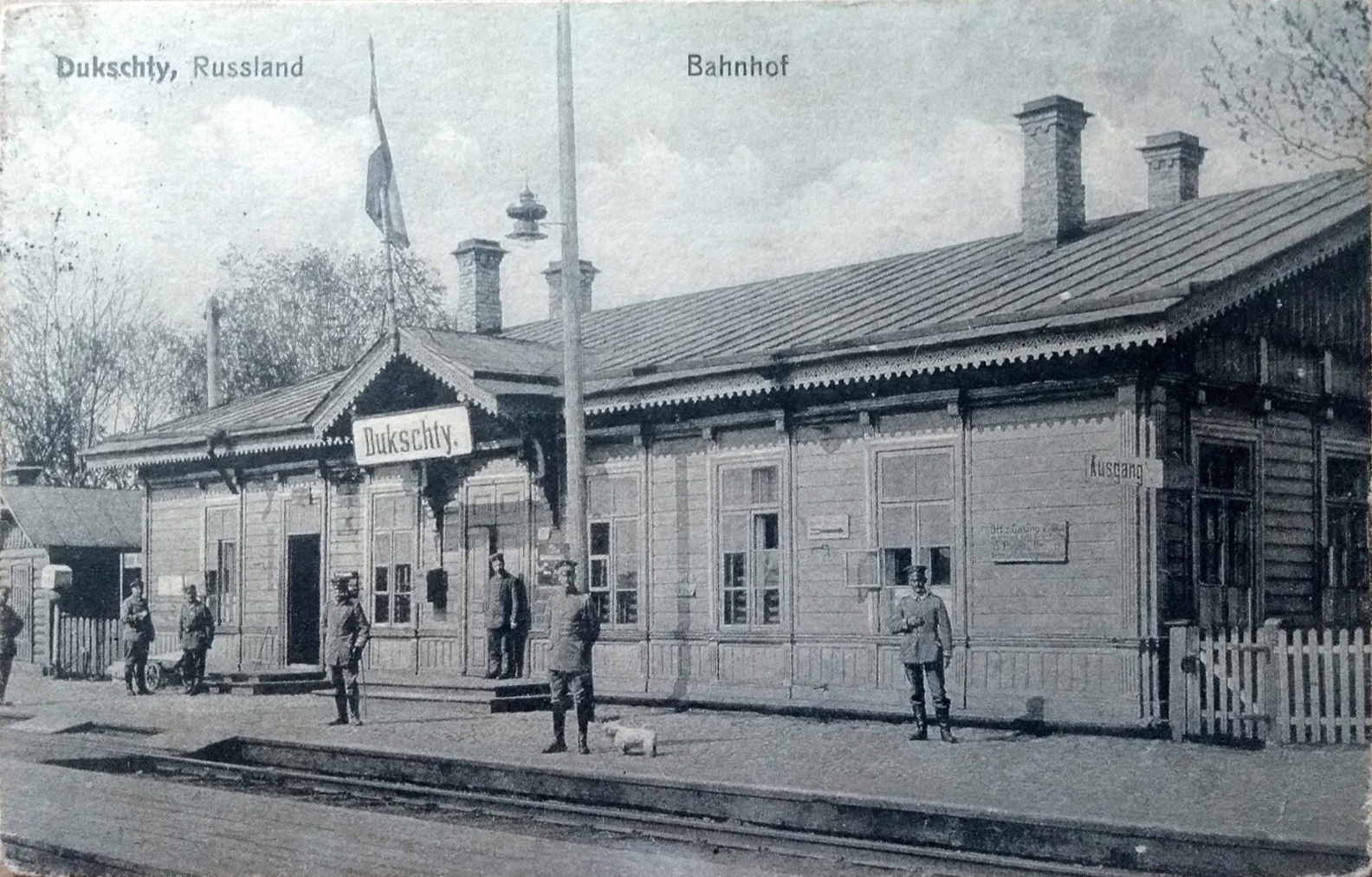
Залізнична станція Дукштас, 1916 р.

У 1895 згорів 41 двір міста. У 1897 відкрите поштове відділення. У 1905 відбувся антивоєнний мітинг. У 1907 була збудована мурована церква. 1908 дозволені щотижневі ринки. Під час Першої світової війни в часи німецької окупації була побудована вузькоколійка Дукштас-Друкшяй. 1919 була заснована парафія старообрядців. 1920 місто окуповане Польщею. 10 жовтня 1939 місто повернулося до Литви.
28 грудня 1956 Дукштас отримав статус міста. За совітів тут створено художній комбінат, дослідну станцію сільськогосподарського інституту.
У роки совєцької окупації, після Другої світової війни, на території міста діяли литовські партизани Вітовського повіту. Працювала лікарня, поліклініка, Дукштаська випробувальна станція, цех «Дована», цех маслозаводу, завод з ремонту паливної апаратури. З 1949 до 1995 діяв хлібзавод Дукштас, компанія «Dūkšto duona». Після Другої світової війни було відкрито бібліотеку, дитячі ясла-садок, будинок культури.
2012 14 березня затверджений герб Дукштаса.
У 1950 — 1959 Дукштас був центром однойменного району.
У старі часи місце, де зараз знаходиться Дукштас, називалося Дукштяліс.

## Населення
| Динаміка населення з 1902 по 2021 |          |          |          |          |          |      |          |
| 1902                              | 1914     | 1921     | 1931     | 1959пер. | 1970пер. | 1974 | 1979пер. |
| 739                               | 726      | 1076     | 1689     | 1968     | 1444     | 1500 | 1633     |
| 1985                              | 1989пер. | 2001пер. | 2011пер. | 2015     | 2021     | -    | -        |
| 1600                              | 1193     | 1070     | 888      | 812      | 732      | -    | -        |
| Гістограма динаміки населення     |          |          |          |          |          |      |          |

## Релігія
У місті знаходиться костел Святого Станіслава Кістки. 

## Світлини

ставок

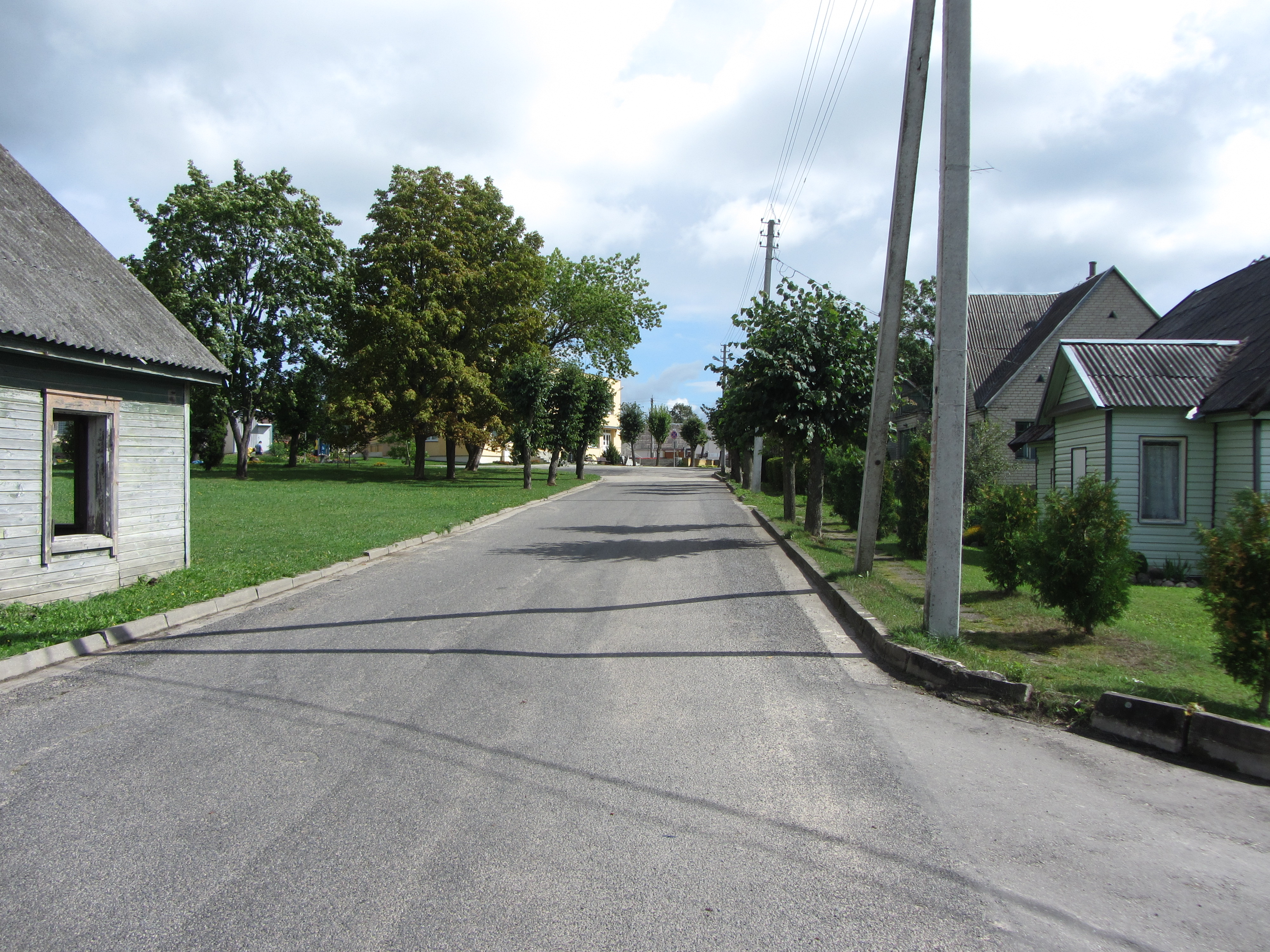
Вулиця Лайсвес
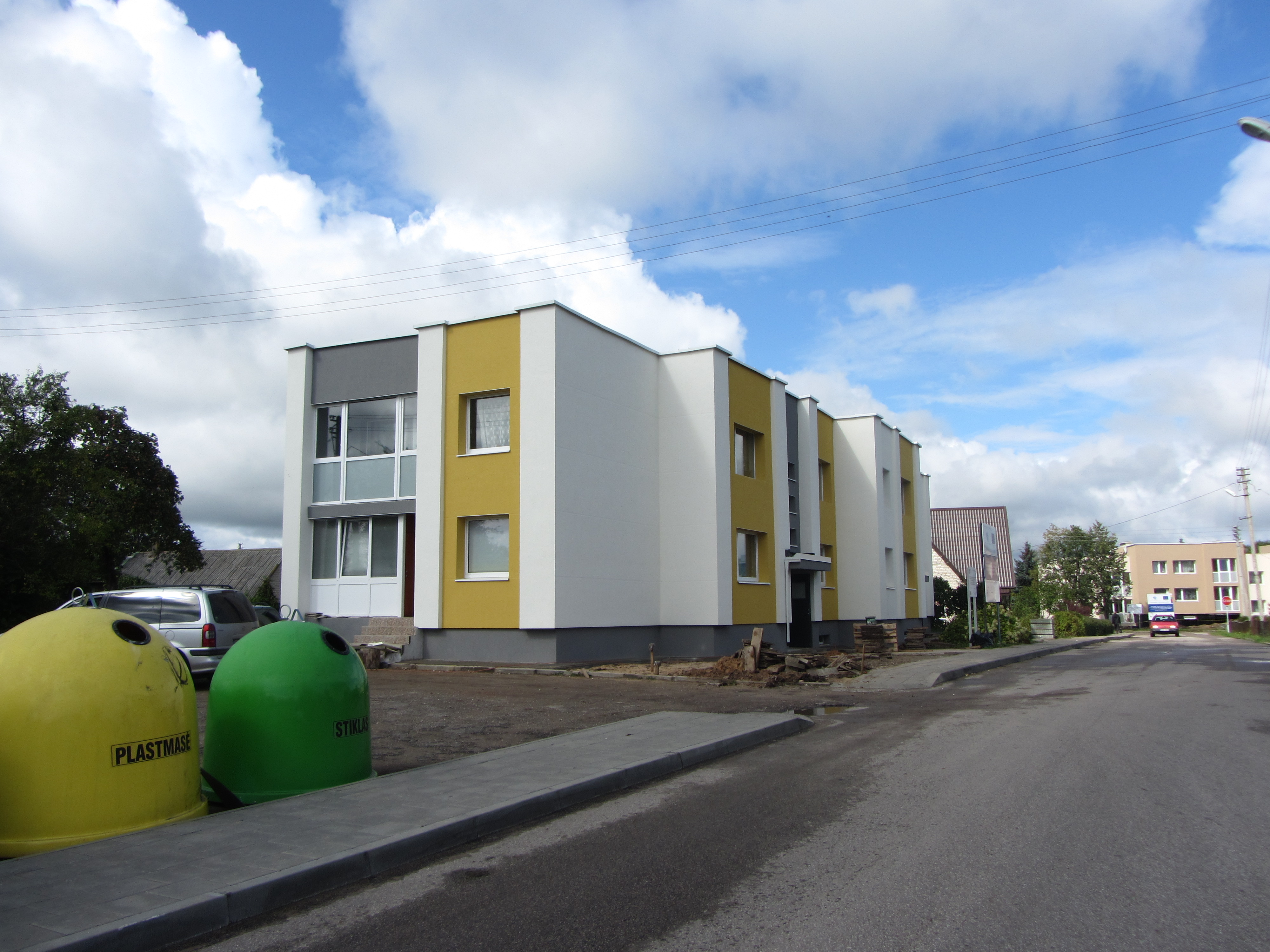
Житлові будинки
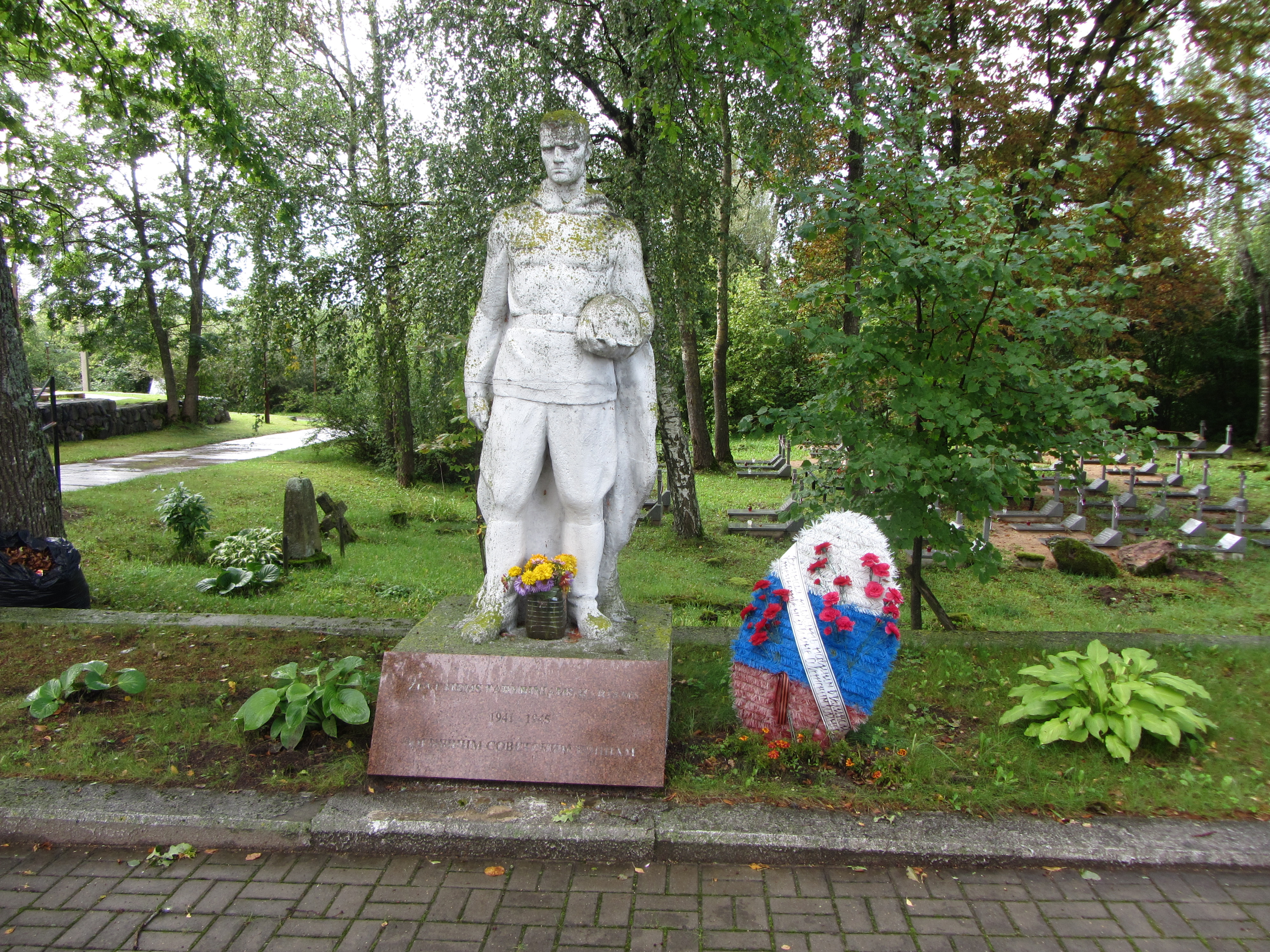
Цвинтар радянських вояків
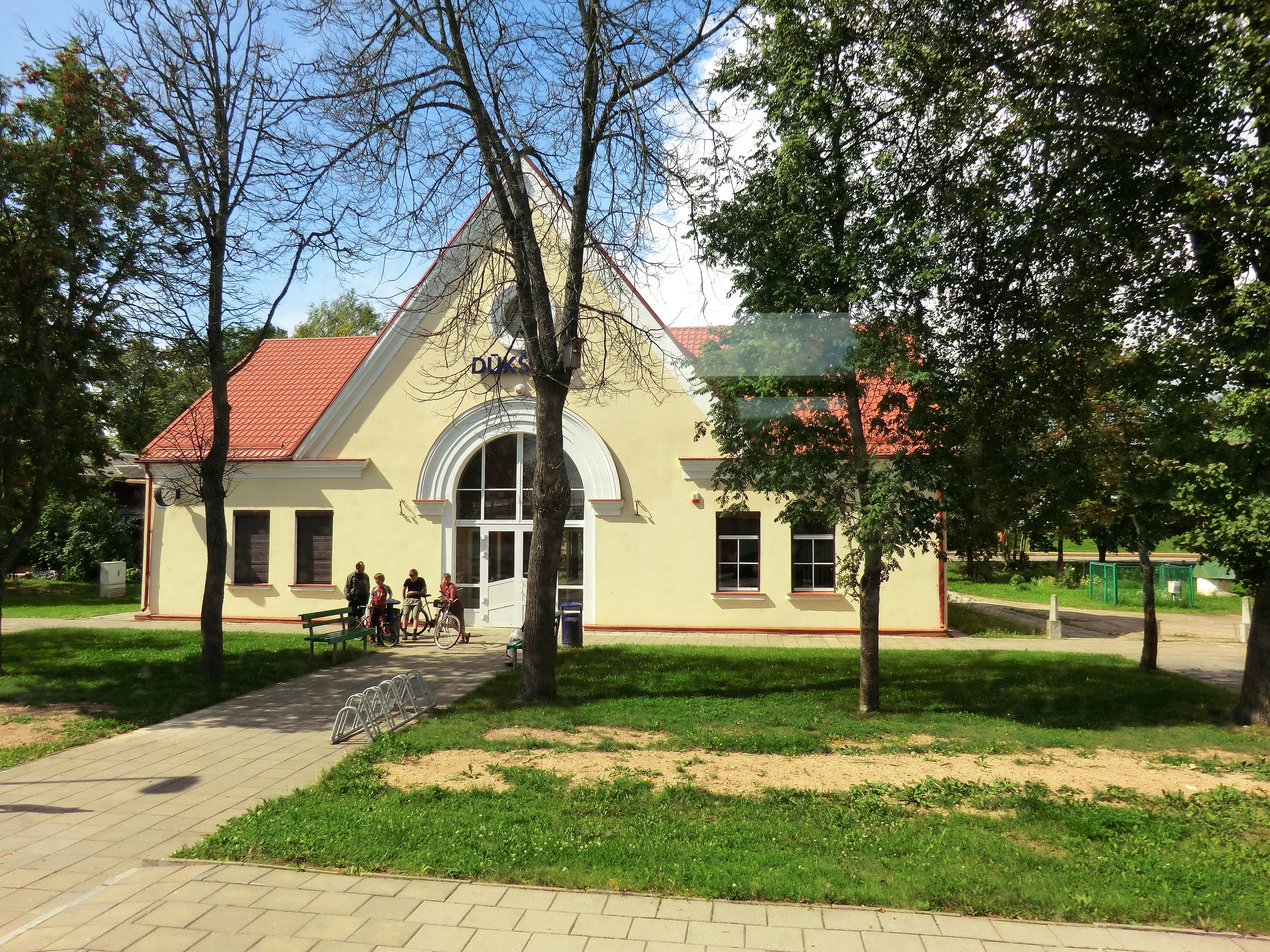
Залізничний двірець
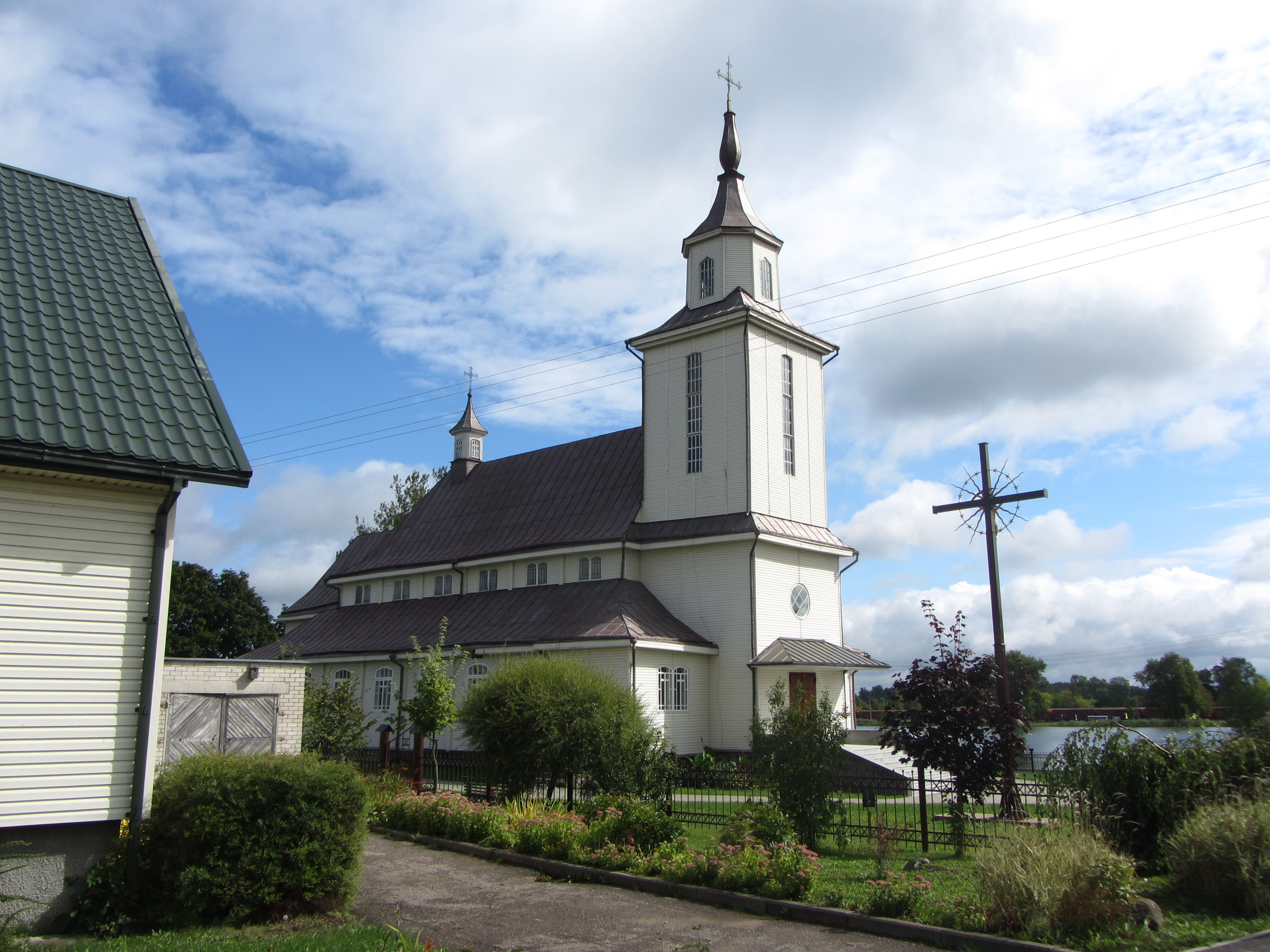
Костел Станіслава Костки
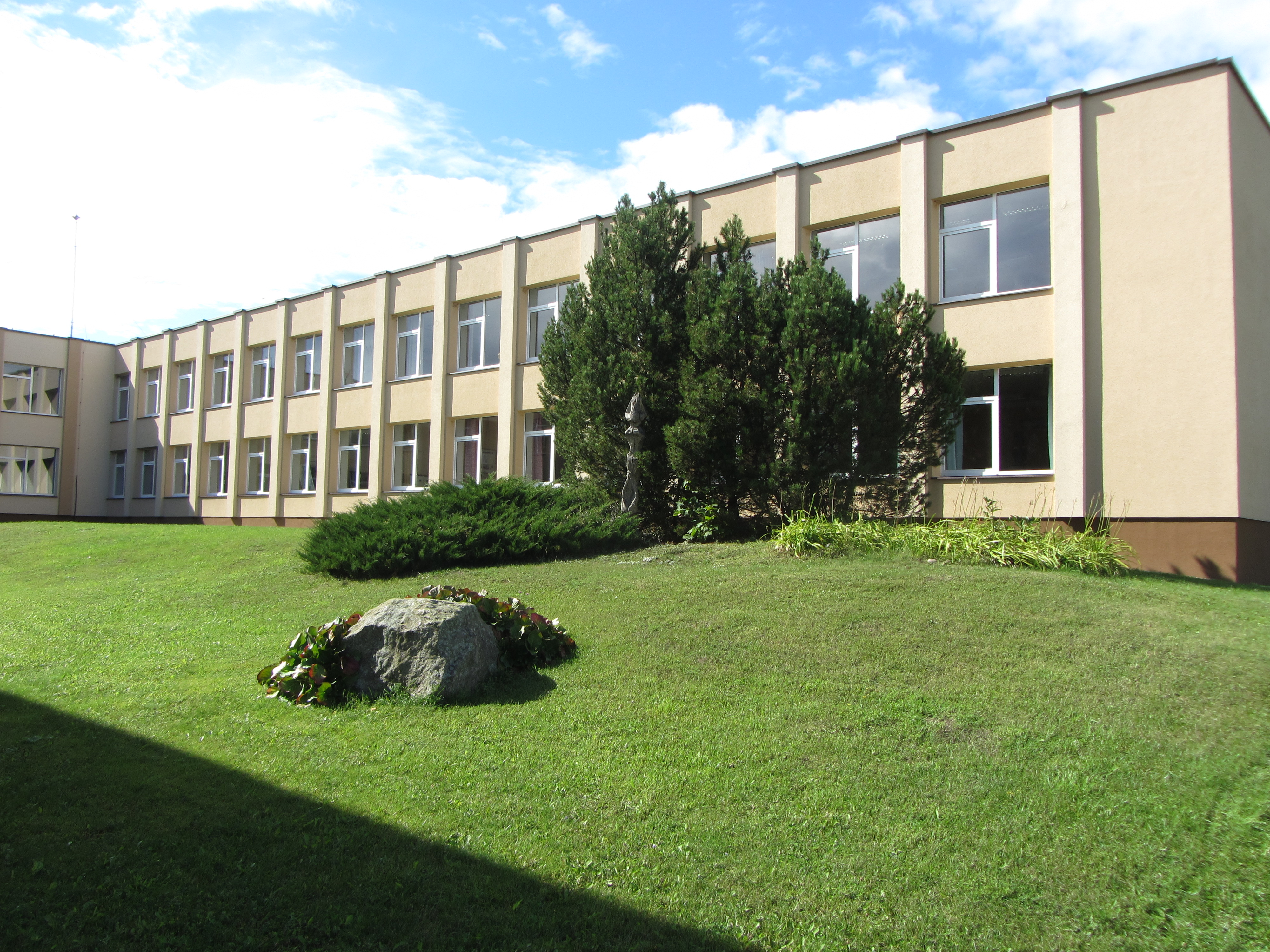
Школа